# Округ Свитави
Округ Свитави (чеш. Okres Svitavy) је округ у Пардубичком крају, у Чешкој Републици. Административно средиште округа је град Свитави.

## Становништво
Према подацима о броју становника из 2012. године округ је имао 105.112 становника.